# 211077 Hongkang
211077 Hongkang este o planetă minoră (asteroid) din centura de asteroizi. A fost descoperită pe 8 februarie 2002 la Observatorul Național Kitt Peak de Marc Buie⁠(d). 
Obiectul prezintă o orbită caracterizată de o semiaxă mare de 3,0432104196455 UAi, o excentricitate de 0,029271715667482, o înclinație de 2,7450280283551 ° în raport cu ecliptica.